# Ussingite
L'ussingite est un minéral de la classe des phyllosilicates. Il a été découvert en 1914 à Narsaq (Groenland), et nommé ainsi en l'honneur de Niels Viggo Ussing, professeur de minéralogie danois,.

## Caractéristiques chimiques
C'est un aluminosilicate de sodium hydroxylé, autrefois considéré comme un tectosilicate mais des études cristallographiques plus récente ont montré une structure de phyllosilicate.
En plus des éléments de la sa formule, elle peut contenir comme impuretés : calcium, potassium, chlore, eau et soufre.

## Formation et gisements
C'est un minéral qui s'est formé secondairement dans des pegmatites associées à des syénites à sodalite. Il a également été trouvé dans des xénolithes avec sodalite dans un complexe intrusif alcalin de gabbro-syénite.
Il peut être distingué de la sodalite per l'absence de fluorescence.
Il est généralement associé à d'autres minéraux comme le microcline, la natrolite, l'aegirine, l'albite, la sodalite, la villiaumite, la lovozerite, l'eudialyte, la lueshite, la gricéite et le natrophosphate.